# Fabrica (Teksas)
Fabrica je naseljeno mjesto za statističke potrebe u američkoj saveznoj državi Teksas. Prema popisu stanovništva iz 2010. u njemu je živjelo 923 stanovnika.